# Средние Карамалы
Средние Карамалы (баш. Урта Ҡарамалы) — село в Ермекеевском районе Республики Башкортостан Российской Федерации. Административный центр Среднекарамалинского сельсовета.

## География

### Географическое положение
Расстояние до:
- районного центра (Ермекеево): 15 км,
- ближайшей ж/д станции (Приютово): 30 км.

## Население
| 2002 | 2009 | 2010 |
| ---- | ---- | ---- |
| 397  | ↗437 | ↘403 |

Национальный состав
Согласно переписи 2002 года, преобладающая национальность — чуваши (68 %).

## Религия
В селе есть православная церковь Михаила Архангела.